# تاپندورف
تاپندورف (به آلمانی: Tappendorf) یک شهر در آلمان است که در Mittelholstein واقع شده‌است. تاپندورف ۳۴۲ نفر جمعیت دارد.